# Hải Triều, Tiên Lữ
Hải Triều là một xã thuộc huyện Tiên Lữ, tỉnh Hưng Yên, Việt Nam.

## Địa lý
Xã Hải Triều nằm ở bờ bắc của sông Luộc, có vị trí địa lý:
- Phía đông giáp xã Đức Thắng
- Phía tây nam giáp xã Thiện Phiến
- Phía tây bắc giáp xã An Viên
- Phía nam và đông nam tỉnh Thái Bình
- Phía bắc giáp xã Dị Chế.

Xã Hải Triều có diện tích 5,15 km², dân số năm 2019 là 5.567 người, mật độ dân số đạt 1.082 người/km².

## Lịch sử
Vào đầu thế kỷ 19, phần đất xã Hải Triều ngày nay thuộc các xã (tức là các làng, nay là các thôn) Hải Thiên (tức Hải Thiện), Triều Dương,... tổng Hải Thiên huyện Tiên Lữ phủ Khoái Châu trấn Sơn Nam Thượng.
Ngày 6 tháng 11 năm 1996, Quốc hội ban hành Nghị quyết về việc chia tỉnh Hải Hưng thành 2 tỉnh Hải Dương và Hưng Yên và xã Hải Triều thuộc huyện Phù Tiên, tỉnh Hưng Yên.
Ngày 24 tháng 2 năm 1997, Chính phủ ban hành Nghị định 17-CP về việc chuyển xã Hải Triều thuộc huyện Phù Tiên về huyện Tiên Lữ mới tái lập quản lý.

## Kinh tế
Hải Triều là xã thuần nông, đời sống kinh tế của nhân dân chủ yếu trông vào đồng ruộng, song địa hình trũng, khó khăn cho sản xuất, nhất là công tác tưới tiêu. Những cụ ông, cụ bà sống trong thời kỳ ấy vẫn còn nhớ như in khi phải cấy những khóm mạ già, cắm thành từng chòm lớn để cây mạ “ngoi” được khỏi mặt nước, mùa gặt cũng thường xuyên phải “gặt mò” vì nước tràn về trắng đồng. Thiếu đói xảy ra liên miên, người dân chẳng mấy khi được bữa cơm trắng no. Nhận thấy nếu không tìm cách tiêu thoát nước kịp thời thì không thể bảo đảm an ninh lương thực, chính quyền và nhân dân xã đã quyết tâm bắt tay vào xây dựng lại hệ thống kênh mương, nạo vét sông ngòi, khai thông dòng chảy. Chính lúc nhân dân toàn xã hăm hở xuống đồng nạo vét ngòi Triều Dương- công trình thủy lợi quan trọng nhất của xã thì Bác Hồ về thăm hỏi, động viên. Theo lời Bác dạy, nhân dân trong xã càng đồng lòng chung sức “nghiêng đồng đổ nước ra sông”, từng bước nắn các dòng chảy, thiết kế lại hệ thống kênh mương cho phù hợp, phục vụ tốt nhất cho sản xuất.
Ngay sau phong trào thủy lợi, năng suất lúa của xã đã không ngừng tăng lên, nhân dân cấy cầy yên tâm không lo mưa lũ tàn phá. Thế mạnh để phát triển kinh tế của địa phương chính là sản xuất nông nghiệp, đồng ruộng phì nhiêu màu mỡ ngày càng được địa phương khai thác hiệu quả hơn. Xã đã từng bước đầu tư, phát triển hệ thống thủy lợi, trang thiết bị phục vụ đồng ruộng, tìm giống mới năng suất cao để sản xuất nông nghiệp ngày càng hiệu quả hơn. Nhờ đó, năng suất lúa những năm gần đây của xã đều đạt trên 100 tạ/ha, trở thành một trong những xã có năng suất lúa cao nhất huyện. Bên cạnh đó, địa phương còn đẩy mạnh chăn nuôi quy mô nhỏ và vừa với đàn lợn đạt trên 7000 con, đàn gia cầm đạt gần 50.000 con, sản lượng cá đạt từ 50- 60 tấn/năm.
Ngoài kinh tế nông nghiệp, xã khuyến khích nhân dân phát triển các ngành nghề tiểu thủ công nghiệp, dịch vụ để tăng thu nhập, những mô hình giúp nhau làm kinh tế trong xã đang ngày càng phát huy hiệu quả: Hội phụ nữ giúp nhau làm kinh tế, thanh niên làm kinh tế giỏi, CCB làm kinh tế giỏi... Nhờ đó, các loại hình như kinh doanh buôn bán, cơ khí, xây dựng, chế biến long nhãn, hạt sen... phát triển hiệu quả, đem lại thu nhập khá cho người dân. Những năm qua, tốc độ tăng trưởng kinh tế của xã thường xuyên ở mức 7- 10%/năm, thu nhập bình quân đầu người đến nay đã đạt trên 9 triệu đồng/người/năm. Riêng năm 2009, tổng doanh thu của xã đạt gần 56 tỷ đồng, tăng hơn 5 tỷ so với năm trước. Số hộ khá, giàu đã tăng lên trên 70%, hộ nghèo giảm, xã không còn nhà tranh nhà tạm, nhà cao tầng mọc lên khiến bộ mặt làng quê nơi đây đổi thay từng ngày.
Cùng với phát triển kinh tế, lĩnh vực văn hóa- xã hội cũng thu được nhiều kết quả góp phần nâng cao dân trí, nâng cao đời sống tinh thần cho nhân dân. Trong giáo dục, xã đã luôn phát huy được truyền thống hiếu học, phát triển khuyến học khuyến tài, chất lượng giáo dục toàn diện ngày càng cao. Hàng năm, tỷ lệ học sinh xếp loại khá giỏi của xã đạt mức trên 50%, hàng chục giáo viên của các trường trong địa phương đạt danh hiệu chiến sĩ thi đua và năm nào xã cũng có số học sinh trúng tuyển vào đại học, cao đẳng vào hàng cao nhất huyện.
Với những nỗ lực vươn lên, Hải Triều không chỉ là xã anh hùng, mà còn là xã nhiều năm liền giữ vững danh hiệu chuẩn quốc gia về y tế. Các chương trình chăm sóc sức khỏe cộng đồng, công tác tuyên truyền vệ sinh ATTP, vệ sinh môi trường phát huy hiệu quả, nếp sống văn minh đã dần trở thành thói quen tốt đẹp của người dân.

### Hải Triều, nơi Bác đã về thăm
Cách đây hơn 50 năm, xã Hải Triều, huyện Tiên Lữ đã vinh dự được đón Bác Hồ về thăm, động viên nhân dân lao động sản xuất, làm thủy lợi tại công trình nạo vét ngòi Triều Dương. Từ ngày được Bác về thăm đến nay, chính quyền và nhân dân xã Hải Triều đã không ngừng nỗ lực phấn đấu, làm theo lời Bác, biến vùng quê nghèo khó trở thành một trong những xã có tốc độ phát triển kinh tế mạnh của huyện, biến những cánh đồng chiêm trũng cấy hái chẳng đủ ăn trở thành những cánh đồng xanh tốt thẳng cánh cò bay.
Trong năm 2008, để kỷ niệm 50 năm Bác về thăm, nhân dân trong xã đã cùng đóng góp tiền của, công sức xây dựng “đường 5.1” và trồng một hàng dừa 79 cây tượng trưng cho “79 mùa xuân” của Bác. Được sự chăm sóc của người dân, đến nay hàng dừa đã xanh tốt, soi bóng xuống dòng sông ven đường, vừa có giá trị lịch sử vừa làm đẹp cảnh quan cho xã. Năm nay, để kỷ niệm 120 năm ngày sinh của Bác, chính quyền và nhân dân trong xã cùng những người con quê hương lại đóng góp công sức xây dựng Đền thờ Bác Hồ tại chính nơi Bác đã dừng chân thăm hỏi, động viên nhân dân lao động. Những công trình xã đã làm được không chỉ mang tính lịch sử to lớn mà còn là nơi thiêng liêng để nhân dân trong xã, du khách đến thắp hương tưởng niệm, nơi để thế hệ trẻ học tập những giá trị lịch sử, nhân văn. Đi trên con đường 5.1 xanh bóng dừa dẫn ra Đền thờ Bác, chúng tôi không chỉ cảm nhận được tình cảm mà Bác dành cho nhân dân xã Hải Triều nói riêng, nhân dân Hưng Yên nói chung, tình cảm yêu kính nhân dân dành cho Bác mà còn nhận thấy cuộc sống nơi đây đang thực sự đổi thay, phát triển từng ngày.

## Văn hóa
Tại Viện Nghiên cứu Hán Nôm, trung tâm tàng trữ thư tịch và tài liệu Hán - Nôm lớn nhất nước ta hiện nay, với 5038 đầu sách và khoảng 30.000 đơn vị tư liệu. Kho sách này là nguồn tư liệu quý hiếm, đang được bảo quản đặc biệt còn đang lưu giữ cuốn Nguyễn tộc nguyên lưu phả hệ lược thuyết, có liệt kê tên, hiệu, quan tước, ngày kỵ húy, giỗ chạp,... của họ Nguyễn ở tỉnh Hưng Yên.
Ở xã Hải Triều (xưa là xã Quốc Trị) đang có 43 dòng họ cùng sinh sống, hiện còn có nhiều ngôi nhà thờ họ cổ. Đơn cử như nhà thờ họ Nguyễn ở xóm Thần, thôn Triều Dương vừa được dòng họ tôn tạo lại và sẽ khánh thành vào ngày 10/3 âm lịch.
Chùa Triều Dương (Hưng Phúc tự) ở xã Hải Triều, huyện Tiên Lữ (Hưng Yên) đã được Bộ Văn hóa-Thông tin (nay là Bộ VHTT&DL) xếp hạng di tích lịch sử, văn hóa cấp Quốc gia từ năm 2004. Từ đó đến nay, di tích này đã xuống cấp nghiêm trọng.
Ở xã Hải Triều, hiện có 2 di tích lịch sử-văn hóa cấp quốc gia là đình Triều Dương được công nhận năm 1999 và chùa Triều Dương được công nhận năm 2004.
Đây là nơi sinh hoạt văn hóa tâm linh của đại bộ phận nhân dân địa phương, nơi sinh hoạt văn hóa cộng đồng chủ yếu của người dân. Đền là công trình kiến trúc nghệ thuật là di tích lịch sử- văn hoá thờ Chiêu Công người có công giúp vua Thục đánh giặc Triệu bảo vệ đất nước. Ngôi đền được trùng tu vào đời Nguyễn (vua Thành Thái). Trong nhiều năm qua,  sự đóng góp công đức của nhân dân và của con em đi sinh sống làm ăn nơi xa đã góp phần tu sửa được ngôi đền. Gần đó, chùa Triều Dương (Hưng Phúc tự), ngôi chùa cổ thờ Phật hiện đã xuống cấp nghiêm trọng, những cây nhãn cổ thụ trong vườn chùa nay đã già cỗi và đang có nguy cơ chết dần. Ngôi chùa cổ chứa đựng nhiều giá trị lịch sử, văn hóa của làng quê từ hư hỏng nhẹ, thiếu sự quan tâm tu bổ có chuyên môn đã dẫn đến hư hỏng nặng. Thiết nghĩ hiện nay việc tôn tạo chùa Triều Dương là đòi hỏi cấp thiết, tránh nguy cơ di tích bị sụt, đổ. Các cơ quan quản lý nhà nước có thẩm quyền cần chủ động khảo sát, đánh giá chính xác hiện trạng của di tích chùa, trên cơ sở đó hướng dẫn sư trụ trì và các phật tử làm thủ tục xin phép tôn tạo di tích đúng theo các quy định của pháp luật. Nguồn vốn để thực hiện tôn tạo di tích từ đóng góp của các phật tử và sự hỗ trợ của ngân sách địa phương để người dân phát huy giá trị của di sản. Việc sớm được tu bổ, tôn tạo sẽ giúp người dân địa phương tiếp tục phát huy, gìn giữ bảo tồn các giá trị văn hóa tâm linh, tạo thành sức mạnh của cộng đồng trong tiến trình xây dựng nông thôn mới.